# منال العالم
منال العالم شيف مطبخ أردنية. قدمت العديد من برامج الطهي وألفت عددا من الكتب في المطبخ العربي، نشرت مقالات متخصصة في عدد من المنشورات مثل: جريدة الوطن، جريدة القبس وغيرها. وأقامت دورات متخصصة في فن الطهي لسيدات المجتمع منذ عام 1995 حتى 2007.
شاركت في لجنة التحكيم الخاصّة ببرنامج (النجم الشيف) الذي عُرض على قناة MBC خلال شهر مايو 2007، وكانت عضو في لجان التحكيم لمسابقات الطهي في كثير من الأماكن. صدر لها أول كتاب يحتوي على وصفات مصوّرة في عام 2007.

## حياتها
حصلت على الإجازة الجامعة في علم النفس عام 1981 كلية الآداب جامعة عين شمس.
شاركت منذ عام 1983 وحتى اليوم في الإعلانات عن منتجات غذائية مثل –الحملة الإعلانية أرز إنديا جيت. في عام 2000 أسست شركة – Food lines Advertising Company - للدعاية والإعلان بدولة الكويت،  وشاركت في لجان التحكيم لمسابقات الطهي في الكثير من الأماكن، وفي المهرجانات منذ عام 1983. أقامت دورات في الطبخ من 1995 حتى 2002 في أكبر الفنادق في دولة الكويت وفي مقر شركتها منذ 2002 حتى 2007. بالإضافة إلى إقامة العديد من الدورات للفتيات في فنون الطهي.
قامت بإعداد الأطباق وتحضيرها وتصويرها للشركات، وإعداد التقارير والاستبيانات عن منتجات الشركات الغذائية والمساهمة في إنتاج أصناف جديدة وتحسين منتجات موجودة في السوق لدى شركات كبرى للمنتجات الغذائية.

## البرامج التلفزيونية
قدمت وأعدت برنامج (تسلم إيدك) لتلفزيون الكويت عام 2002، وبرنامج (مطبخ منال) و(رمضان كريم وخفيف) لتليفزيون إم بي سي عامي 2003 و 2004 على التوالي، وبرنامج (سفرة منال) عام 2005 الذي عرض على تلفزيون الراي، وبرنامج (أسرار منال) عام 2006 على تلفزيون الرسالة.

## مؤلفات
نشرت مقالات متخصصة في عدد من المنشورات مثل: جريدة الوطن، جريدة القبس، مجلة مائدتي، مجلة حبيبتي يا كويت، مجلة لنا. ألفت العديد من المنشورات مثل: مجلة المطبخ، وصفات في بطاقات، كتاب 100 وصفة بسكويت، مجلة وصفات مش معقولة، وصفات شهية، بالإضافة إلى كتابين: الطهي بالميكروويف و أرز المهيدب.